# Valerius Valens
Valerius Valens, död 317, var  en romersk kejsare från slutet av år 316 till början av år 317, ca tre månader, innan han avrättades.